# Werner Beutler

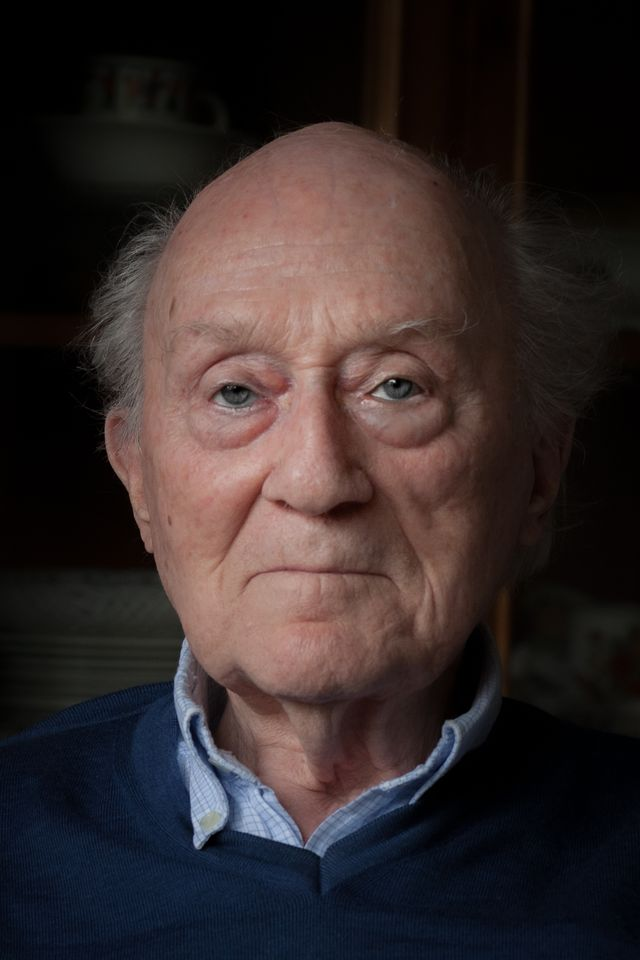
Werner Beutler (2017)

Werner Beutler (* 18. Dezember 1924 in Köln; † 25. Februar 2025 ebenda) war ein deutscher Lehrer. Er forschte auf dem Gebiet der Ordensgeschichte der Kartäuser.

## Leben und Wirken
Werner Beutler wuchs in einem katholischen Elternhaus in Köln auf. Nach der Schulzeit am Gymnasium Kreuzgasse und dem Militärdienst begann er im Wintersemester 1945 mit einem Lehramtsstudium an der Universität Köln. Nach Abschluss des Studiums arbeitete er von 1954 bis 1960 als Lehrer an der Deutschen Schule in Madrid. Beutler unterrichtete bis zur Pensionierung 1988 am Schiller-Gymnasium Köln die Fächer Philosophie, Deutsch und Geschichte.

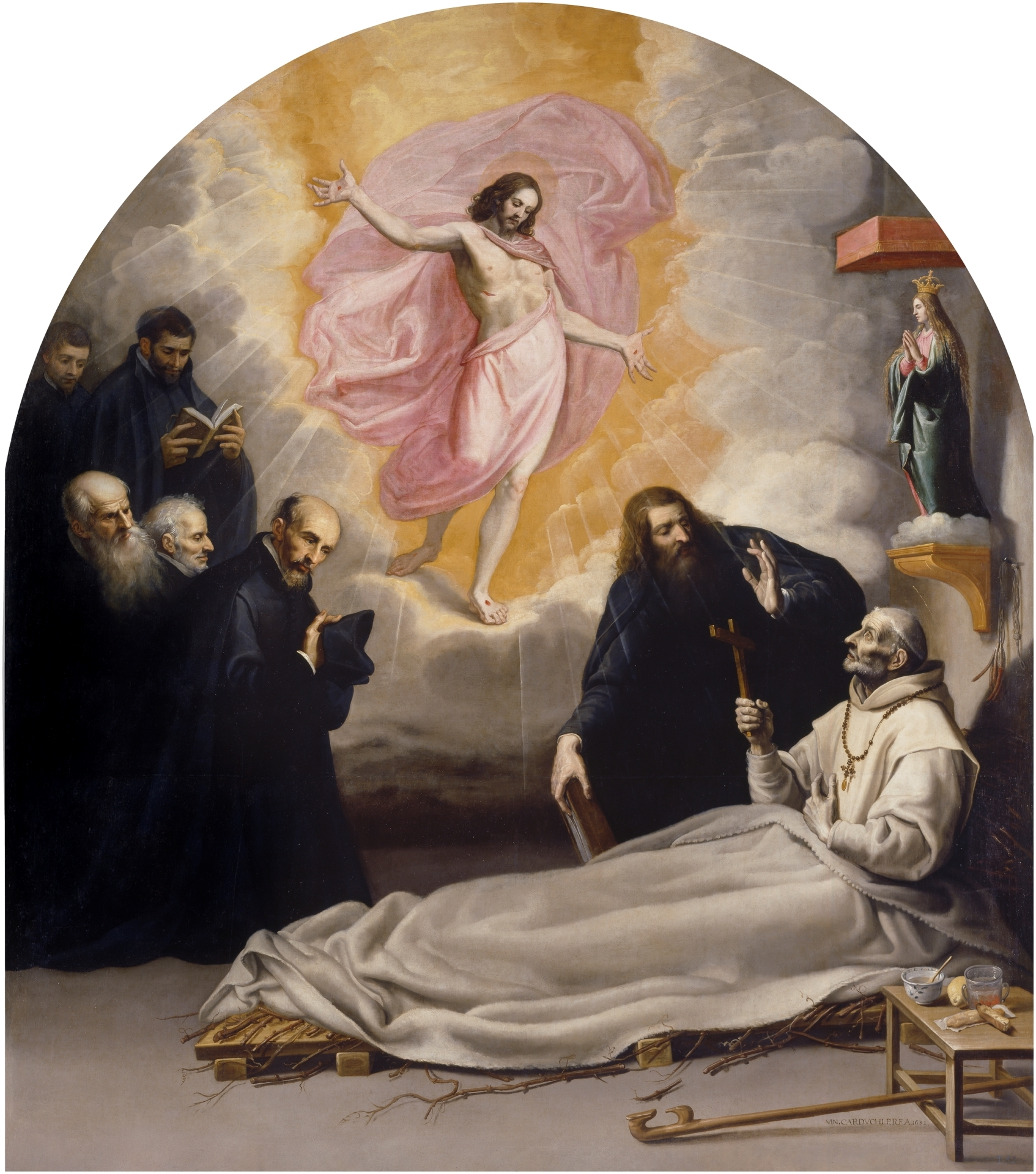
Tod des ehrwürdigen Odon von Novara, 1632, Öl auf Leinwand, 337 × 299 cm, Prado, Madrid.

Nebenberuflich stellte Beutler historische Forschungen zum heiligen Bruno von Köln und dem von ihm gegründeten Kartäuserorden an. 1991 entdeckte er einen Bilderzyklus zu Ehren des heiligen Bruno im Keller der Kirche St. Severin in Köln.
Ab 1994 suchte Beutler den seit 1939 verschollenen Kartäuserzyklus von Vicente Carducho, der über etliche Orte in Spanien verstreut war. Er fand 52 der 54 Bilder, nur zwei waren im Spanischen Bürgerkrieg von 1936 bis 1939 zerstört worden. Er publizierte sie, organisierte ihre Restaurierung durch das Estudio Restauracion Obras Arte (ROA) in Madrid für das Prado-Museum und sorgte für die Rückführung ins Kloster El Paular im Jahr 2011. Das von Carducho für die Kartause El Paular in der Provinz Madrid angefertigte Kunstwerk ist der größte Bilderzyklus zu den Kartäusern. Die Bilder waren nach der Aufhebung des Klosters im Zuge der Desamortisation 1835 verstreut worden und in Vergessenheit geraten.
Beutlers Bildband Vicente Carducho Der Große Kartäuserzyklus in El Paular (1997) wurde 1998 mit dem Preis „Kreatives Alter“ der Vontobel-Stiftung (Zürich) ausgezeichnet.

## Werke (Auswahl)
- Werner Beutler, Helmut Fischer: Hennef-Bödingen. Neusser Druckerei und Verlag, Neuss 1990, ISBN 3-88094-659-0.
- Werner Beutler: Der Brunozyklus in der Basilika St. Severin zu Köln. Verlag Schnell und Steiner, München, Regensburg 1993, ISBN 3-7954-5812-9.
- Werner Beutler: Vicente Carducho. Der Große Kartäuserzyklus in El Paular. Hrsg.: James Hogg (= Analecta Cartusiana. Band 130/12). Institut für Anglistik und Amerikanistik der Universität Salzburg, Salzburg 1997, ISBN 3-7052-0591-9.

Für weitere Veröffentlichungen siehe Regesta Imperii.